# Leroni of Darkover
Leroni of Darkover este o antologie de povestiri științifico-fantastice (de fantezie științifică) care a fost editată de scriitoarea americană Marion Zimmer Bradley. 
Povestirile fac parte din Seria Darkover care are loc pe planeta fictivă Darkover din sistemul stelar fictiv al unei gigante roșii denumită Cottman. Planeta este dominată de ghețari care acoperă cea mai mare parte a suprafeței sale. Zona locuibilă se află la doar câteva grade nord de ecuator.
Cartea Leroni of Darkover a fost publicată pentru prima dată de DAW Books (nr. 865) în noiembrie 1991.

## Cuprins
- Introducere, de Marion Zimmer Bradley
- "Building", de Lynn Michals
- "The Ferment", de Janet R. Rhodes
- "Wings", de Diana Gill
- "The Rebel", de Deborah J. Mays
- "A Dance for Darkover", de Diana Perry și Vera Nazarian
- "There Is Always Someone", de Jacquie Groom
- "Reunion", de Lawrence Schimel
- "A Way Through the Fog", de Patricia B. Cirone
- "The Gods’ Gift", de Mary K. Frey
- "The Speaking Touch", de Margaret L. Carter
- "The Bargain", de Chel Avery
- "The Witch of the Kilghard Hills", de Aimee Kratts
- "The Gift", de Lynne Armstrong-Jones
- "Invitation to Chaos", de Joan Marie Verba
- "The Keeper’s Peace", de Patricia Duffy Novak
- "Food for the Worms", de Roxana Pierson
- "Childish Pranks", de Diann S. Partridge
- "Cherilly’s Law", de Janni Lee Simner
- "Avarra’s Children", de Dorothy J. Heydt
- "The Tower at New Skye", de Priscilla W. Armstrong
- "Homecoming", de Lana Young
- "A Meeting of Minds", de Elisabeth Waters